# Mohammed Abu al-Chair Schukri
Mohammed Abu al-Chair Schukri (arabisch محمد أبو الخير شكري, DMG Muḥammad Abū l-Ḫair Šukrī; * 30. April 1961 in Damaskus, Syrien) ist ein syrischer sunnitischer Religionsgelehrter, Jurist und ehemaliger Hochschullehrer, der seit dem 29. März als Minister für islamische Stiftungen der zweiten syrischen Übergangsregierung tätig ist.

## Werdegang

### Frühe Jahre und Ausbildung
Schukri wurde im historischen Stadtteil Sarudscha von Damaskus geboren. Sein Vater, Mohammed Lutfi Schukri, war Schüler der islamischen Gelehrten Sheikh Badr al-Din al-Hasani und Sheikh Abu al-Khair al-Maydani. Seine Grundschuljahre verbrachte er an der Muawiya-Schule in Sarudscha. Ab 1972 besuchte er die Bassam-Bakoura-Primarschule im Stadtteil Mezzeh und danach die Sami-al-Droubi-Sekundarschule, wo er 1979 sein Abitur machte. Er gehört wie die Mehrheit der syrischen Bevölkerung der sunnitischen Glaubensrichtung des Islam an.
Schukri absolvierte mehrere Studiengänge. Zunächst schloss er 1987 sein Studium an der Fakultät für Islamische Studien an der Universität Damaskus ab. Anschließend erwarb er 1991 einen Abschluss in Rechtswissenschaften an derselben Universität. Im Jahr 1994 erhielt er von der Anwaltskammer Damaskus den Titel "Master Lawyer" mit einer Arbeit über die Verpflichtungen für Unterhalt im syrischen Zivilrecht und in der islamischen Rechtsprechung. Außerdem absolvierte er einen Masterstudiengang in Islamwissenschaften an der Minhaj-ul-Quran International University in Lahore, Pakistan, mit einer Arbeit über den Zeugenbeweis im islamischen Recht und im Zivilrecht. Im Jahr 2010 promovierte er in islamischer Rechtswissenschaft am Al-Da'wa University Institute in Beirut, Libanon, mit einer Dissertation über die Rechte des Kindes im islamischen Recht und in der internationalen Gesetzgebung.

### Berufliche Laufbahn
Schukri lehrte verschiedene islamische und juristische Fächer an akademischen Einrichtungen in Damaskus, darunter islamische Theologie und Koranexegese am Islamischen Institut für Da'wa im Abu al-Nour Islamic Complex (1986–1988) und islamische Rechtswissenschaft am Sheikh Badr al-Din al-Hasani Institute (1992–2012), Arbeitsrecht und humanitäres Völkerrecht an der Damaszener Niederlassung der Islamischen Universität Omdurman (2010–2011) sowie Grundsätze der islamischen Rechtsprechung am Al-Sham Higher Institute von 2011 bis 2012. Außerdem hat Schukri mehrere Bücher und wissenschaftliche Aufsätze über islamisches Recht und Zivilrecht in arabischer Sprache verfasst.
Darüber hinaus hat sich Schukri in verschiedenen religiösen und humanitären Organisationen engagiert. Unter anderem war er Gründungsmitglied des Syrischen Islamischen Rates und der Syrian Scholars Association, Mitglied der Prisoners’ Welfare Association, Vorsitzender der Khair al-Sham Social Association für Not leidende Menschen und Präsident der internationalen Civil Peace Conference in Istanbul, 2013. Auf politischer Ebene war er Mitglied des Syrischen Versöhnungsrats (Syrian Reconciliation Council) und der oppositionellen Syrischen Nationalkoalition.
In weiteren früheren Aktivitäten wirkte Schukri als Direktor der Sheikh Badr al-Din al-Hasani Association, als Rechts- und Religionsberater der Balqis Ceramic Manufacturing Company und als Geschäftsführer der Syrian Scholars Association. Außerdem ist er als Rechtsanwalt bei der Anwaltskammer von Damaskus eingetragen und war an verschiedenen Wirtschaftsunternehmen beteiligt.

## Minister für islamische Stiftungen
Am 29. März 2025 wurde Schukri zum Minister für islamische Stiftungen in der von Präsident Ahmed al-Sharaa geführten Übergangsregierung ernannt. Die Regierung wurde bei einer Zeremonie im Präsidentenpalast in Damaskus bekannt gegeben, bei der die 23 neu ernannten Minister vereidigt wurden und Reden hielten, in denen sie ihre künftigen Aufgaben vorstellten.